# Овгортское
Овгортское — упразднённое муниципальное образование со статусом сельского поселения  в Шурышкарском районе Ямало-Ненецкого автономного округа Российской Федерации.
Административный центр — село Овгорт.

## История
Статус и границы сельского поселения установлены Законом Ямало-Ненецкого автономного округа от 18 октября 2004 года N 42-ЗАО О наделении статусом, определении административного центра и установлении границ муниципальных образований Шурышкарского района
Упразднено в 2022 году в связи с преобразованием муниципального района в муниципальный округ.

## Население
| 2010  | 2011  | 2012  | 2013  | 2014  | 2015  | 2016  |
| ----- | ----- | ----- | ----- | ----- | ----- | ----- |
| 1327  | ↘1323 | ↘1315 | ↘1279 | ↘1255 | ↗1289 | ↗1318 |
| 2017  | 2018  | 2019  | 2021  |       |       |       |
| ↗1319 | ↘1302 | ↗1303 | ↘1202 |       |       |       |

## Населённые пункты
В состав сельского поселения входят 6 населённых пунктов:
| № | Населённый пункт | Тип населённого пункта       | Население |
| - | ---------------- | ---------------------------- | --------- |
| 1 | Евригорт         | деревня                      | ↘5        |
| 2 | Нымвожгорт       | деревня                      | ↘18       |
| 3 | Овгорт           | село, административный центр | ↘932      |
| 4 | Оволынгорт       | село                         | →26       |
| 5 | Тильтим          | деревня                      | ↘14       |
| 6 | Ямгорт           | деревня                      | ↘157      |